# Adoração dos Reis Magos (Fra Angelico e Filippo Lippi)
A Adoração dos Reis Magos é um tondo, ou pintura circular, da Adoração dos Magos assumida como sendo aquela registrada em 1492 no Palazzo Medici Riccardi em Florença como por Fra Angelico. Data de meados do século XV e agora está na Galeria Nacional de Arte em Washington D.C.. A maioria dos historiadores de arte acha que Filippo Lippi pintou mais da obra original, e que ela foi adicionada alguns anos depois por outros artistas, além de incluir trabalhos de assistentes nas oficinas de ambos os mestres originais. Tem sido conhecida como o Washington Tondo e Cook Tondo em homenagem a Herbert Cook, e este último nome em particular continua a ser usado mais de 50 anos depois que a pintura deixou a coleção Cook.
A Adoração dos Reis Magos (do título da seção em latim da Vulgata, A Magis adoratur) é o nome tradicionalmente dado ao tema cristão parte da Natividade, no qual os três reis magos, representados como reis vindos do oriente, tendo encontrado Jesus ao seguir a estrela de Belém, colocam aos pés do Menino Jesus presentes de ouro, incenso e mirra. Eles também o adoram como "rei dos judeus". Este evento foi relatado em Mateus 2:11.
O tondo é pintado em têmpera sobre um painel de madeira, e a superfície pintada tem um diâmetro de 137,3 cm (54 1/16 pol.). A Galeria Nacional de Arte data de "c. 1440/1460".